# William Esposo
William "Billy" M. Esposo (Manilla, 12 januari 1949 – Makati, 7 april 2013) was een Filipijns journalist en columnist.

## Biografie
Billy Esposo werd geboren op 12 januari 1949 in de Filipijnse hoofdstad Manilla. Zijn ouders waren Marcial Esposo en Praxedes Macgregor. Hij studeerde aan de Ateneo de Manila University, San Sebastian College en de University of Santo Tomas. Esposo was al vroeg actief in de journalistiek. Zo was hij op 17-jarige leeftijd al omroeper bij Mareco Broadcasting Network.
Esposo leidde het media bureau van Corazon Aquino voorafgaand aan de tussentijdse presidentsverkiezingen van 1986, waarin zij het opnam tegen zittend president Ferdinand Marcos. Na deze verkiezingen werd Marcos in februari ten val gebracht door de EDSA-revolutie en opgevolgd door Aquino. In juni 1986 was Esposo een van de oprichters van de Philippine Star. In de loop der jaren groeide deze krant uit tot een van de grootste Engelstalige kranten van de Filipijnen. Hij schreef hij de column "As I wreck this Chair" voor de krant.
In januari 1987 werd Esposo benoemd tot onderminister voor Lokaal Bestuur. Hij was verantwoordelijk voor twee belangrijke beleidsprogramma's, die er toe bijdroegen dat de groei van de communistische beweging werd gestopt. In datzelfde jaar was Esposo tevens verantwoordelijk voor de mediacampagne rondom de ratificatie van de nieuwe Filipijnse Grondwet. Ook deed hij de mediazaken van de politieke partij van Aquino en was hij media-adviseur voor de senaatskandidaten van de regeringscoalitie bij de verkiezingen van 1987. In januari 1988 werd Esposo door president Aquino benoemd tot directeur-generaal van het Philippine Information Agency. Door een ernstig gezondheidsprobleem zag hij zich echter gedwongen om in september van hetzelfde jaar zijn ontslag in te dienen.
In oktober 1989 werd Esposo aangesteld als president van RPN-Channel 9 Television and Radio Network. In zijn periode als directeur tot september 1992 slaagde hij erin om het het verlieslijdende televisienetwerk om te vormen in een winstgevende onderneming. In april 2001 begon Esposo weer te schrijven. Hij schreef maal per week een column voor de Philippine Daily Inquirer tot hij opnieuw problemen met zijn gezondheid kreeg. Als een gevolg hiervan onderging hij in januari 2002 een niertransplantatie. Na de transplantatie schreef hij zo nu en dan artikelen voor de Philippine Star en hervatte hij zijn column voor de Inquirer. Ook was hij correspondent voor buitenlandse media als de South China Morning Post, BBC World, UPI, Agence France Press, Asahi Shimbun, Mainichi Shimbun, AP, en Asian News Network. In december 2006 hervatte Esposa zijn column "As I Wreck This Chair" in de Philippine Star.
Op 26 februari 2011, ter gelegenheid de 25e herdenking van de EDSA-revolutie werd Esposo door president Benigno Aquino III onderscheiden met een Presidential Legion of Honor met de rang "Commander" voor zijn bijdrage aan het herstel van de democratie na de val van Ferdinand Marcos in 1986.
In 2013 overleed Esposo op 64-jarige leeftijd in het Makati Medical Center aan hartfalen.